# Проблема шантажа
Проблема шантажа – в теории контрактов проблема, возникающая между двумя экономическими агентами, когда одна сторона осуществляет специфические инвестиции, необходимые для установления или поддержания отношений, а другая сторона получает возможность шантажа, вымогая лучшие условия по сравнению с условиями, существовавшими до того, как инвестиции были сделаны. Специфический характер инвестиций состоит в том, что от них сложно отказаться и/или использовать их альтернативным образом. Сделанные инвестиции меняют переговорную силу сторон, что и приводит к возможности шантажа.
Проблема шантажа изучается в теории контрактов и теории отраслевых рынков.

## Описание проблемы
Предположим, что покупатель комплектующих заинтересован в производстве некоторого нового товара. Для это ему требуются специфические комплектующие, которых нет на рынке. Поставщик комплектующих может организовать их производство, однако для этого ему необходимы инвестиции. Если цена конечного товара достаточно высока и с гарантией покроет издержки обеих фирм, то они получат прибыль, достаточную для начала совместного проекта. Однако для осуществления всего проекта поставщик должен пойти на специфические инвестиции. Например, купить оборудования специально для реализации проекта. Специфичность означает, что они имеют смысл только в контексте отношений с данным покупателем.
Специфичность может пониматься очень широко. Например, товар может быть стандартным, но покупатель может потребовать строительство завода в непосредственной близости от своего предприятия. Существует временна́я специфичность:
- ценность товара связана с цикличностью его производства (газеты и журналы);
- серийный характер производства;
- товар является скоропортящимся (фрукты);
- товар нельзя хранить (электроэнергия).

Мерой специфичности является величина квазиренты, то есть разности между ценностью от текущего и наиболее выгодного из альтернативных способов использования вложений. Квазирента равна альтернативным издержкам.
После того, как инвестиции осуществлены, у покупателя появляется стимул пересмотреть условия соглашения в свою пользу. Поставщику будет трудно противостоять шантажу из-за специфического характера сделанных инвестиций. Например, ему будет трудно использовать новое производство для поставок комплектующих на сторону. В результате переговорная сила поставщика снижается, а покупателя растет. Таким образом, специфические инвестиции создают стимулы для оппортунистического поведения противоположной стороны.

## Пример
Самый известный пример – история взаимоотношений автопроизводителя Дженерал Моторс и производителя кузовных деталей компании Фишер Боди. В 1919 году компании подписали 10-летний контракт о поставках. Фишер Боди стала эксклюзивным поставщиком. Цена должна была быть равна средним переменным издержкам, которые несла Фишер Боди, увеличенным на 17,6%. Кроме того, по контракту Фишер Боди построила 14 заводов рядом с заводами Дженерал Моторс. В 1925-1926 годах за три года до окончания срока действия контракта спрос на автомобили начал быстро расти, и это потребовало большего количества деталей. В Фишер Боди решили не строить новые мощности рядом с новыми заводами Дженерал Моторс, а использовать экономию от масшатаба на существующих. Кроме того, контракт покрывал любые издержки, связанные с перевозкой, и гарантировал доходность в 17,6%.
В описанной ситуации проблема шантажа возникает дважды. Фишер Боди, используя положение эксклюзивного поставщика, получила возможность шантажировать Дженерал Моторс, отказываясь строить новый завод. Наоборот, Дженерал Моторс имела возможность шантажировать Фишер Боди отказом от закупок после истечения срока действия контракта. Проблема была решена в 1926 году покупкой Фишер Боди (см. Вертикальная интеграция).

## Формальная модель
Появление стимулов к оппортунистическому поведению можно проиллюстрировать с помощью следующей модели. Предположим, что производитель газированных напитков планирует выпустить новый продукт и для этого ему нужны бутылки нестандартной формы. Он может разместить заказ на их изготовление на конкурентном рынке и провести конкурсный отбор поставщика. Победитель конкурса должен будет сделать специфические инвестиции в размере {\displaystyle F}, чтобы начать производство. При этом восстановительная стоимость инвестиций равна {\displaystyle S}. За эту сумму может быть реализовано специфическое оборудование. Общие переменные издержки на изготовление всей партии бутылок будут равны {\displaystyle TVB}. Издержки на производство партии напитка {\displaystyle TVP}, а выручка от продажи готового товара {\displaystyle R}. Производитель напитка может поменять поставщика бутылок или начать самостоятельное производство, но для этого ему придется понести издержки, связанные с поиском в размере {\displaystyle T} и снова сделать инвестиции {\displaystyle F}. Суммарная операционная прибыль двух фирм равна {\displaystyle V=R-TVB-TVP}. Сторонам нужно решить, как ее поделить. Например, плата поставщику должна компенсировать инвестиции. Если поставщик был выбран на конкурентном рынке, то его экономическая прибыль будет равна нулю.
В случае отказа от долгосрочных отношений поставщик потеряет {\displaystyle F-S}, а покупатель {\displaystyle F+T}. Потери поставщика и покупателя являются их квазирентами, мерой специфичности сделанных инвестиций. Чем больше квазирента, тем специфичнее инвестиции и выгоднее долгосрочные отношения. Отказ от долгосрочных отношений приведет к снижению выигрыша {\displaystyle O=(V-F-T)+S}. Разность между {\displaystyle V} и {\displaystyle O} показывает выигрыш от поддержания долгосрочных отношений:
{\displaystyle Q=V-O=F-S+T\geq 0}.
При отсутствии издержек на поиск нового поставщика {\displaystyle T=0}. При наличии возможности легкого возврата инвестиций {\displaystyle F=S}. Тогда квазирента равна нулю: {\displaystyle Q=0}, и нет разницы между поддержанием долгосрочных отношениями и отказом от них. Если {\displaystyle Q>0}, долгосрочные отношения выгодны.
Вместе с тем положительная квазирента создает стимулы изменить первоначальные условия контракта. Вместо того, чтобы заплатить поставщику {\displaystyle TVB+F}, производитель напитка предложит заплатить чуть больше, чем сумма переменных издержек и восстановительной стоимости: {\displaystyle TVB+S+\varepsilon }. Это лучше, чем уйти с рынка, но ведет к убытку {\displaystyle F-S+\varepsilon }. Аналогично поставщик вместо {\displaystyle TVB+F} может потребовать платы {\displaystyle F+T+TVB-\varepsilon }, то есть чуть меньше чем суммарные издержки, связанные с поиском нового поставщика и последующим производством.